# Tarnawa Dolna
Tarnawa Dolna est une localité polonaise de la gmina de Zagórz, située dans le powiat de Sanok en voïvodie des Basses-Carpates.